# 秉氏纖唇魚
秉氏纖唇魚，為黑頭魚科的其中一種，為深海魚類，分布於東大西洋南非外海及摩洛哥外海，棲息深度800-1400公尺，體長可達24.3公分，棲息在中層水域，生活習性不明。

## 扩展阅读
維基物種上的相關：秉氏纖唇魚